# MVK Versicherung
Die MVK Versicherung VVaG ist ein Versicherungsverein auf Gegenseitigkeit (VVaG) im Bereich der Sachversicherung und ist als Komposit-Versicherer für Firmen- und Privatkunden tätig. Als Versicherungsverein auf Gegenseitigkeit zeichnet sich die MVK Versicherung dadurch aus, dass die Versicherungsnehmer zugleich Mitglieder und damit Träger des Unternehmens sind. Die MVK ist Partner des Bundes der Versicherten.

## Geschichte
Am 1. Juli 1899 wurde in Leipzig von Druckern und Buchbindern die Feuerversicherungs-Genossenschaft Deutscher Buchdrucker gegründet, die 1923 in Feuerversicherungs-Genossenschaft für das Buchgewerbe umbenannt wurde. Nach neuerlicher Umbenennung im Jahr 1942 zog die nunmehr Buchgewerbe-Feuerversicherung a.G. genannte Versicherung 1948 von Leipzig (Sowjetische Besatzungszone) nach Karlsruhe (Amerikanische Besatzungszone), wo sie 1981 zur Medien-Versicherung a.G. umfirmiert wurde. Seit 2019 trägt sie ihren aktuellen Namen MVK Versicherung VVaG, der seit August 2023 auch im Handelsregister eingetragen ist.

## Produkte
Das Unternehmen gilt als Versicherungsexperte für Druckereien und Verlage. Heute umfasst das Produktportfolio Angebote für die Medienbranche sowie das gesamte Spektrum an klassischen Sachversicherungsleistungen. Im Einzelnen sind dies:
Privatkunden-Bereich
- Privathaftpflicht
- Hausratversicherung
- Wohngebäudeversicherung
- Unfallversicherung
- Fahrrad, Pedelec E-Bike -Versicherung
- Tierhalterhaftpflicht
- Bauleistung-/ Bauherrenhaftpflicht
- Gewässerschadenhaftpflichtversicherung
- Haus- und Grundbesitzerhaftpflichtversicherung
- Rechtsschutzversicherung

Geschäftskunden-Bereich
Speziallösungen für
- Druckereien
- Buchbinder und Weiterverarbeiter
- Medienvorstufe und Werbeagenturen
- Verlag und Buchhandel

- Betrieb- und Gebäude:
  - Gewerbliche Gebäudeversicherung
  - Inhaltsversicherung
  - Betriebsunterbrechungsversicherung

- Technik:
  - Maschinenversicherung
  - Elektronikversicherung

- Transport und Verkehr:
  - Gewerbliche Kfz-Versicherung
  - Transportversicherung

- weitere Sparten/Produkte
  - Cyber-Versicherung
  - Betriebshaftpflichtversicherung
  - D&O-Versicherung
  - Rechtsschutzversicherung

## Weitere Beziehungen
Das Unternehmen ist mit 100 % an der BK Versicherungs-Vermittlung GmbH in Karlsruhe beteiligt. Seit 1979 besteht ein Beherrschungs- und Gewinnabführungsvertrag.
Die MVK Versicherung gehört folgenden Verbänden und Organisationen an:
- Gesamtverband der Deutschen Versicherungswirtschaft e. V., Berlin
- Arbeitgeberverband der Versicherungsunternehmen in Deutschland, München
- Pensions-Sicherungs-Verein, Köln
- Förderverein der Berufsakademie Karlsruhe, e. V.
- Versicherungsombudsmann e. V., Berlin
- Industrie- und Handelskammer, Karlsruhe
- Stiftung Werkstattmuseum für Druckkunst Leipzig
- Verband Druck und Medien Bayern e.V.
- Verband Druck und Medien Hessen e. V.
- Verband Druck und Medien Mitteldeutschland e. V.
- Verband Druck und Medien NordOst e.V.
- Verband Druck + Medien Nord-West e. V.
- Verband Druck und Medien Rheinland-Pfalz und Saarland e. V.
- Verband Papier, Druck und Medien Südbaden e. V.
- Verein POLYGRAPH Leipzig e. V.
- Verein für Versicherungswirtschaft e. V.

Die Bearbeitung der Rechtsschutzschäden erfolgt gemäß § 164 Abs. 2 VAG durch ein externes Unternehmen.
Das Unternehmen ist Mitglied im Gesamtverband der deutschen Versicherungswirtschaft e. V. einschließlich Arbeitsgruppe private Versicherung, zudem im Pensions-Sicherungs-Verein auf Gegenseitigkeit in Köln und auch im Arbeitgeberverband der Versicherungsunternehmen in Deutschland.
Außerdem ist das Unternehmen Versicherungspartner der zum Bund der Versicherten e.V. gehörigen BdV Verwaltungs GmbH.

## Belege
1. ↑  MVK-Versicherung: Wir über uns, abgerufen am 11. März 2020.
2. ↑  MVK Versicherung Pressemitteilungen: Medien-Versicherung a. G. Karlsruhe in neuem Erscheinungsbild, abgerufen am 11. März 2020.
3. ↑  MVK-Versicherung: Firmenkunden
4. ↑  Geschäftsbericht 2006 des Unternehmens lt. elektronischer Bundesanzeiger
5. ↑  BdV Mitgliederservice GmbH: Versicherungspartner, abgerufen am 11. März 2020.

Koordinaten: 49° 1′ 10,8″ N, 8° 21′ 11,5″ O